# 奇尼瓜齒獸科
奇尼瓜齒獸科（學名：Chiniquodontidae）是已滅絕合弓綱的一科，屬於獸孔目的犬齒獸亞目，被認為是哺乳動物的近親之一。奇尼瓜齒獸科生存於三疊紀晚期的南美洲、歐洲，發現於非洲的Aleodon可能也屬於此科。奇尼瓜齒獸科是群肉食性動物，體型變化大，例如Gaumia的體型接近老鼠，而Belesodon的體型則接近狗。
奇尼瓜齒獸科的近親包含：生存於三疊紀晚期歐洲的Eoraetia、生存於侏羅紀早期中國的昆明獸（Kunminia）。

## 外部連結
- 奇尼瓜齒獸科